# (20991) Jánkollár
(20991) Jánkollár est un astéroïde de la ceinture principale.

## Description
(20991) Jánkollár est un astéroïde de la ceinture principale. Il fut découvert le 28 novembre 1984 à Piszkesteto par Milan Antal. Il présente une orbite caractérisée par un demi-grand axe de 2,97 UA, une excentricité de 0,07 et une inclinaison de 11,3° par rapport à l'écliptique.

## Compléments